# Morse (U-Boot, 1900)
Die Morse (Q 3) (franz.: Walross) war ein U-Boot der französischen Marine.
Das 36,5 m lange Einhüllenboot wurde von Gaston Romazotti konstruiert. Die Konstruktion vereinte die positiven Eigenschaften ihrer unmittelbaren Vorgänger Gymnote und Gustave Zédé. Der Schiffskörper war wie schon bei der Gustave Zédé aus Bronze gebaut, um Korrosion zu verhindern. Eine entscheidende Neuerung gegenüber den Vorgängern war die Einführung eines Periskopes.
Der Antrieb bestand aus einem Bleiakkumulator-gespeisten Elektromotor. Solche rein elektrisch angetriebenen U-Boote wurden in der damaligen französischen Marine als Sousmarines (U-Boote) bezeichnet. Die Bezeichnung für U-Boote mit einem Hybridantrieb aus Elektromotor(en) und Verbrennungsmotor(en) war Submersibles (Tauchboote).
Noch während der Bauphase der Morse schrieb 1896 der neue französische Kriegsminister Édouard Locroy einen Wettbewerb für ein moderneres U-Boot aus. Ziel war ein 200 ts verdrängendes Boot, das über Wasser 100 Seemeilen und unter Wasser 10 Seemeilen weit fahren konnte. Gewinner des Wettbewerbs war das Tauchboot Narval. Der wesentlich modernere Entwurf wurde fast zeitgleich mit der Morse fertiggestellt.
Die Morse wurde 1909 aus dem französischen Flottenregister gestrichen.